# Anca Giurchescu
Anca Giurchescu, născută Ciortea (n. 19 decembrie 1930 – m. 4 aprilie 2015) a fost o cercetătoare română a dansului popular și etnocoregraf, unul dintre fondatorii disciplinei. Ghiurchescu s-a născut în București într-o familie ce provenea din Transilvania, regiune în care a și copilărit. La universitate a studiat dansul la Institutul Național de Educație Fizică. În timpul școlii, ea a participat la competiții de tir la țintă și a fost medaliată cu argint (echipe) și cu bronz (individual) la Campionatul European de tir din 1955. În timpul studiilor a început să lucreze ca cercetător la Institutul de Etnografie și Folclor "Constantin Brăiloiu"  iar în 1962 a devenit membru al Consiliului Internațional pentru Muzică Tradițională. Consiliul a înființat un grup de lucru din care Giurchescu făcea parte și care a pus bazele științei etnocoregrafiei.
În 1979, Giurchescu fuge din țară alăturândui-se soțului ei la Copenhaga, după ce a participat la un seminar la Belfast. Ea și-a continuat cercetările în contextul cultural, istoric și social al dansului și a predat în toată Europa și Statele Unite. În 1989, familia ei s-a întors în România, după căderea regimului comunist. A rămas în țară timp de patru ani și apoi s-a întors la Copenhaga. Ea a coordonat numeroase proiecte internaționale de cercetare care studiau ritualuri și tradiții de dans în rândul diferitelor minorități etnice cu rădăcini în România și țările învecinate. Ea a fost președinte al Grupului de Studiu pentru Etnocoregrafie al Consiliului Internațional pentru Muzica Tradițională din 1998 până în 2006 și președinte fondatoare a Subgrupului de Studiu Etnocoregrafice pentru Teoria și Metodele cercetării de teren, conducându-l între 1990 și 2014.

## Tinerețe

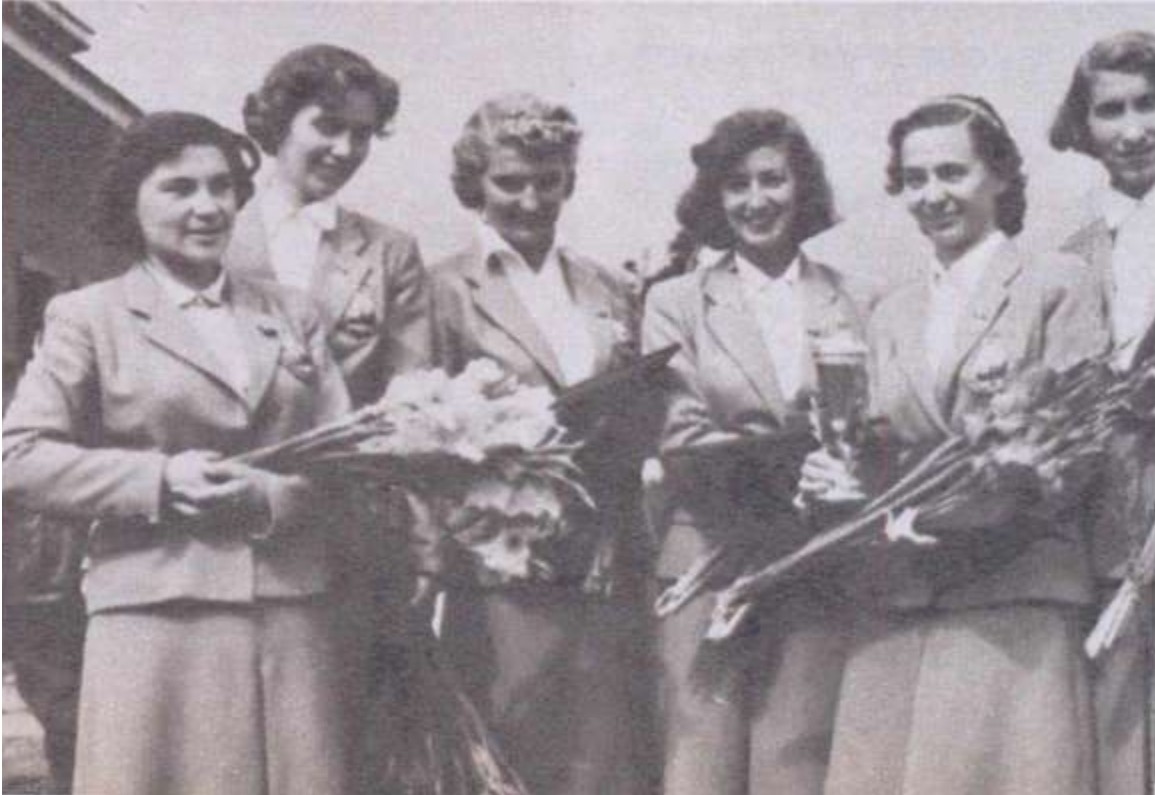
Campioanele europene din 1955: Marieta Juverdeanu, Judith Moscu, Lia Șahighian, Anca Ciortea, Paraschiva Elekeș și Felicia Iovănescu

Rodica Maria Anca Ciortea s-a născut la 19 decembrie 1930 în București, România, avându-i  ca părinți pe Livia (n. Mircea) și Marin Ciortea. Familia ei era din Ardeal, originară din Cața din zona Rupea-Sighișoara. Mama ei era nepoata lui Nicolae Mircea, co-fondator la Caru' cu Bere în 1899. Acesta împreună cu frații săi Ignat și Víctor și-au extins afacerea de bere, care avea la acea vreme 20 de ani, pentru a include și un restaurant. Tatăl ei era inginer care lucra în industria gazului metan. A deținut o fermă lângă Copșa Mică și a lucrat la Mediaș, unde era cunoscut ca pictor și autor. Ferma familiei Ciortea era deschisă pentru mulți artiști și scriitori. Personalități literare precum Lucian Blaga veneau adesea acolo.
Din clasa a II-a, Ciortea a studiat la Sibiu până când tatăl ei a fost transferat la București pentru a conduce acolo o uzină de gaze. Și-a început studiile universitare la Institutul Național de Educație Fizică în 1949.  În acel an, guvernul român a naționalizat afacerea familiei sale, preluând proprietatea Caru’ cu Bere. Mama ei dorea ca ea să studieze medicina, dar Ciortea era interesată să studieze dansul. În timpul școlii, a intrat în echipa națională de tir, fiind singura femeie din echipă. Ea a câștigat de mai multe ori concursul național de tir pentru pușca de opt kilograme. În 1955, a făcut parte din echipa care a câștigat medalia de argint la Campionatul European de tir și a câștigat un bronz la concursul individual, înainte de a fi demisă din echipă pentru că avea ascendență burgheză. Din motive similare a fost scoasă de la cursuri, dar și-a continuat studiile urmând cursuri de noapte, până când i s-a permis să fie readmisă. 

## Carieră
În timp ce era la școală, Ciortea a început să lucreze într-o fabrică de electrocasnice, lucrând cu echipamente mecanice. Avea o mătușă care i-a sugerat să lucreze în departamentul de cercetare a dansului al recent înființatului Institut de Folclor din București. Ciortea s- a angajat la Institut în 1953 și a lucrat acolo până în 1979, avansând până a deveni cercetător senior. Ea a efectuat cercetări de teren, documentând ritualuri și dansuri din mediul rural, încercând să analizeze structura și dezvoltarea diferitelor dansuri. Ea a efectuat, de asemenea, cercetări asupra modului în care tradițiile au fost folosite de oficiali ca propagandă pentru a-și dezvolta și justifica puterea și modul în care au format identitatea grupurilor minoritare, cum ar fi poporul rom. S-a căsătorit cu Lucian Giurchescu, regizor român, iar în 1959 cuplul a avut o fiică, Ileana. 
În 1962, Giurchescu s-a alăturat Consiliului Internațional pentru Muzica Tradițională unde a fost membră a grupului de lucru care a definit metodologia pentru etnocoregrafie și a fondat-o ca domeniu științific.   În anul următor, ea a absolvit cu diploma de licență Institutul Național de Educație Fizică.
În lucrările ei ulterioare, Giurchescu a considerat dansul popular, sau dansul tradițional, ca un schimb de informații între interpreți și public, schimb influențat de contexte culturale, istorice și sociale. Ea a făcut o distincție între estetica culturală a dansului tradițional și prezentarea organizată a coregrafiei în dansul de pe scenă, în care compoziția și trăsăturile structurale ale artei au prioritate față de contextul social. Ea a remarcat că în dansul tradițional, înțelegerea compoziției, melodiei și ritmului muzicii interpretate erau esențiale pentru a plasa pașii de dans într-un model precis pentru a-i transmite sensul.
În 1979, fiica lui Giurchescu a reușit să obțină o viză de turist pentru a vizita Suedia. Deși era neobișnuit ca autoritățile române să permită unei întregi familii să plece în același timp din țară, în timp ce Ileana se afla în Suedia, Lucian Giurchescu lucra la Teatrul de Comedie și era în turneu în Danemarca, iar Anca Giurchescu susținea prelegeri la Belfast. Ea și-a sunat soțul, care a încurajat-o să vină la premiera spectacolului său. La sosirea ei la Copenhaga în noiembrie, Lucian Giurchescu i-a spus că a decis să nu se mai întoarcă în țară. Familiei i s-a acordat statutul de refugiați politici, iar Anca Giurchescu s-a înscris la cursuri pentru a învăța daneza. 
Timp de cincisprezece ani, Giurchescu a fost lector la cursurile de etnocoregrafie din cadrul programului de schimb de studenți Erasmus la Universitatea Norvegiană de Știință și Tehnologie din Trondheim, unde a predat multor studenți europeni. De asemenea, a ținut prelegeri în străinătate, în Marea Britanie, Ungaria, Norvegia și Statele Unite. În 1989, când Republica Socialistă România a fost răsturnată, familia s-a întors la București. Patru ani mai târziu, familia Giurchescu s-a întors la Copenhaga, dar acum aveau dublă cetățenie și s-au întors în România de câteva ori pe an. Giurchescu a fost recunoscută pentru excelența ei didactică cu un doctorat onorific de la Universitatea Roehampton din Londra în 2009. Revenind la cercetarea de teren în 1990, a început să colaboreze cu Speranța Rădulescu pe analiza relației dintre romi, maghiari și români  În acel an, Giurchescu a fondat Subgrupul de studiu Etnocoregrafie al Consiliului Internațional pentru Muzica Tradițională pentru Teoria și Metodele cercetării de teren și a condus grupul până în 2014.
În 1993, Giurchescu a condus o echipă internațională, interdisciplinară, la Optași-Măgura și Osica de Sus din județul Olt pentru a studia aspectele rituale ale călușului, un rit tradițional românesc de vindecare și fertilitate. Realizat primăvara, călușul încorporează dansul în ceremoniile comunității pentru a oferi sănătate și noroc sătenilor. A condus un al doilea grup internațional pentru a studia dansul și tradițiile muzicale locale în satele din comunele Ceanu Mare și Frata din regiunea Transilvaniei din România. Revenită în zonă în 2001, ea a dus un grup la sud de Dunăre în Bulgaria și Serbia, pentru a studia rudarii vorbitori de limbă română, o minoritate etnică balcanică și poporul vlah, o minoritate etnică sârbă și pentru a le compara ritualurile legate de căluș, forțe supranaturale și practici de moarte comparându-le cu cele deja studiate pe malul nordic al fluviului. În timpul călătoriei, Giurchescu a aflat de o migrație în anii 1960 a oamenilor din Valea Timokului în Scandinavia. Revenită în Danemarca, ea a efectuat cercetări asupra culturii tradiționale a comunității daneze a vlahilor.
Giurchescu a ocupat funcția de președinte al Grupului de studiu al Consiliului pentru etnocoregrafie între 1998 și 2006, iar din 1999 până în 2005 a fost secretar al Grupului de studiu pentru muzică și minorități. În 2009, Giurchescu a fondat „Etnocor”, un centru situat în Cluj-Napoca pentru a facilita studiile în etnocoregrafice, prin crearea unei arhive de lucrări de referință. Ultimul ei studiu de teren a fost întreprins împreună cu Liz Mellish și o echipă de cercetători internaționali pentru a colecta informații în satul Svinița despre dansul ritualic joc de pomană, care aduce un omagiu morților la un an de la trecerea lor. Ea a continuat să scrie despre metodologia și teoria efectuării cercetării de teren iar proiectul ei final a fost în colaborare cu Margaret H. Beissinger și Speranța Rădulescu. Manele in Romania: Cultural Expression and Social Meaning in Balkan Popular Music, a fost publicat postum si dedicat lui Giurchescu.

## Moartea și moștenirea
Giurchescu a murit la 4 aprilie 2015 la Copenhaga. În luna mai, filiala Cluj-Napoca a Academiei Române a găzduit o sesiune de discuții, dedicată memoriei ei, în cadrul conferinței Confesiune, Societate, Identitate , desfășurată la Universitatea Babeș-Bolyai. În noiembrie, Könczei Csongor publicat Coregrafia și etnocoreologia maghiară din Transilvania în mileniul trei II și dedicat volumul la Giurchescu.

## Lucrări (selecție)
- Giurchescu, Anca (1957). „Din Realizării Folcloristicii Noastre”. Revista de folclor (în Romanian). București, Romania: Institutul de Folclor. 2 (4): 129–130. ISSN 1015-4779.[22]
- Giurchescu, Anca (1964). „Însemnări pe Marginea Celui de-ai VII-lea Concurs al Formațiilor Artistice de Amatori”. Revista de Etnografie și Folclor (în Romanian). București, Romania. 9 (1): 639–642.[22]
- Proca-Ciortea, Vera; Giurchescu, Anca (1968). „Quelques aspects théoriques de l'analyse de la danse populaire”. Languages (în French). Paris, France: Éditions Larousse. 3 (10): 87–93. doi:10.3406/lgge.1968.2551. ISSN 0458-726X. OCLC 4655859367.
- Giurchescu, Anca (1975). „Időszerű kérdések a román néptánc kutatásában” [Temele de studiu în dansul popular românesc]. Tánctudományi Tanulmányok (în Hungarian). Budapest, Hungary: Magyar Táncművészek Szövetsége: 191–204. OCLC 83238060.[7]
- Giurchescu, Anca (1987). „The Dance Discourse: Dance Suites and Dance Cycles of Romania and Elsewhere in Europe”. Dance Studies. St. Peter, Jersey, Channel Islands: Centre for Dance Studies. 11: 9–71. OCLC 77642054.[7]
- Giurchescu, Anca (1991). „Methods of Research: Stydying a Dance Event among the Vlachs Living in Denmark”.  În Buckley; Edström; Nixon. Proceedings of the Second British-Swedish Conference on Musicology: Ethnmusicology, Cambridge, 5–10 August 1989. Gothenburg, Sweden: Department of Musicology, Göteborgs Universitet⁠(d). pp. 341–355. ISBN 978-91-85974-18-4.
- Giurchescu, Anca; Torp, Lisbet (1991). „Theory and Methods in Dance Research: A European Approach to Dance Research: The European Method of Dance Research with a Holistic Approach”. Yearbook for Traditional Music⁠(d). Cambridge, UK: Cambridge University Press for the International Council for Traditional Music⁠(d). 23: 1–10. doi:10.2307/768392. ISSN 0740-1558. JSTOR 768392. OCLC 84118186.[7]
- Giurchescu, Anca (1992). „A Comparative Analysis between the "Cålus" of the Danube Plain and "Cålușerul" of Transylvania (Romania)”. Studia Musicologica Academiae Scientiarum Hungaricae. Budapest, Hungary: Akadémiai Kiadó. 34 (1–2): 31–44. doi:10.2307/902359. ISSN 0039-3266. JSTOR 902359. OCLC 7374880606.[22]
- Giurchescu, Anca; Bloland, Sunni (1995). Romanian Traditional Dance: A Contextual and Structural Approach. American-Romanian Academy of Arts and Sciences. 14. Mill Valley, California: Wild Flower Press. ISBN 978-0-912131-16-0.[7]
- Giurchescu, Anca (2001). „The Power of Dance and its Social and Political Uses”. Yearbook for Traditional Music⁠(d). Cambridge, UK: Cambridge University Press for the International Council for Traditional Music⁠(d). 33: 109–121. doi:10.2307/1519635. ISSN 0740-1558. JSTOR 1519635. OCLC 6733293710.[13]
- Giurchescu, Anca (2014). „Experiencing the Field: Fieldwork Research Theory, Methods and Experience”.  În Fiskvik, Anne Margrete; Stranden, Marit. (Re)Searching the Field: Festschrift in Honour of Egil Bakka. Bergen, Norway: Fagbokforlaget⁠(d). pp. 213–226. ISBN 978-82-321-0371-3.[7]
- Giurchescu, Anca (2016). „Enacting Tradition: The ora – Event Marker of Ethnic and Cultural Identity of the Vlachs Settled in Denmark”.  În Kahl. Von Hora, Doina und Lautaren: Einblicke in die rumänische Musik und Musikwissenschaft. Berlin, Germany: Frank & Timme GmbH. pp. 155–165. ISBN 978-3-7329-0310-8.
- Beissinger, Margaret; Rădulescu, Speranța; Giurchescu, Anca (2016). Manele in Romania: Cultural Expression and Social Meaning in Balkan Popular Music. Lanham, Maryland: Rowman & Littlefield. ISBN 978-1-4422-6708-4. Apărută postum[12]